# Oreolalax multipunctatus
Oreolalax multipunctatus är en groddjursart som beskrevs av Wu, Zhao, Inger och Shaffer 1993. Oreolalax multipunctatus ingår i släktet Oreolalax och familjen Megophryidae. IUCN kategoriserar arten globalt som sårbar. Inga underarter finns listade i Catalogue of Life.